# Sékou Sanogo (cầu thủ bóng đá)
Sékou Junior Sanogo (sinh ngày 5 tháng 5 năm 1989) là một cầu thủ bóng đá người Bờ Biển Ngà thi đấu cho BSC Young Boys tại Giải bóng đá vô địch quốc gia Thụy Sĩ.

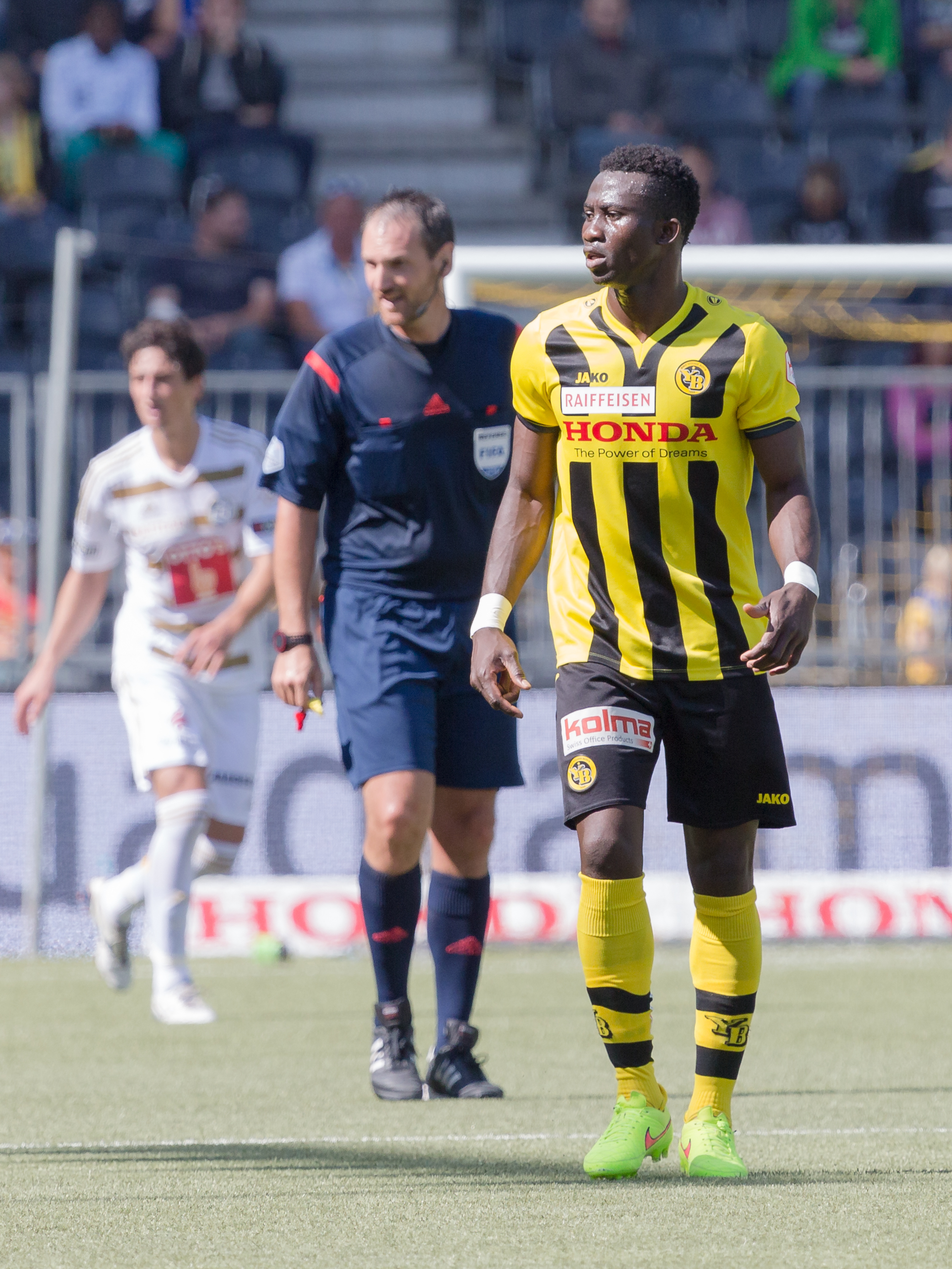
Sanogo cùng với BSC Young Boys năm 2014

Anh là một phần của đội hình Young Boys giành chức vô địch tại Giải bóng đá vô địch quốc gia Thụy Sĩ 2017-18, danh hiệu đầu tiên sau 32 năm.

## Sự nghiệp quốc tế
Là một cầu thủ quốc tế Bờ Biển Ngà, Sanogo ra mắt quốc tế cho "Les Elephants" trong trận hòa giao hữu 1-1 cùng với Sénégal ngày 27 tháng 3 năm 2017.

## Danh hiệu
Young Boys
- Giải bóng đá vô địch quốc gia Thụy Sĩ: 2017-18